# Аюттхая (провинция)
Прови́нция Аюттха́я (тайск. พระนครศรีอยุธยา) — является одной из провинций (Чангват) в центральной части Таиланда. Административный центр провинции — город Аюттхая расположена в центральной части провинции Аюттхая, около 70 километров к северу от современной столицы Бангкока.

## Географическое положение
Провинция Аюттхая располагается на равнинной территории, в долине реки Чаупхрая, которая является основным источником водных ресурсов региона.
Реки Лопбури и Пасак способствуют получению большого урожая риса.
Благодаря своему центральному месторасположению, в общей сложности восемь дорог проходит через провинцию Аюттхая.

## Климат
Климат Аюттхаи делится на три сезона:
- Сухой сезон: март — май;
- Дождливый сезон: июнь — октябрь;
- Прохладный сезон: ноябрь — февраль.

Разница в температуре воздуха между прохладным и дождливым сезонами не велика и состоит только в количестве осадков. В течение года столбик термометра держится на отметке +26 — +30 °C. В сезон дождей джунгли несколько меняют окраску, а небо над провинцией на несколько месяцев становится пасмурным.
| Показатель                               | Янв. | Фев. | Март | Апр. | Май   | Июнь  | Июль  | Авг.  | Сен.  | Окт.  | Нояб. | Дек. | Год    |
| ---------------------------------------- | ---- | ---- | ---- | ---- | ----- | ----- | ----- | ----- | ----- | ----- | ----- | ---- | ------ |
| Средний суточный максимум, °C            | 31,0 | 33,3 | 35,4 | 35,9 | 34,3  | 32,6  | 32,0  | 31,4  | 31,3  | 31,3  | 30,7  | 30,0 | 32,4   |
| Средний суточный минимум, °C             | 17,0 | 19,4 | 22,3 | 24,3 | 24,5  | 24,3  | 24,0  | 23,8  | 23,5  | 22,5  | 20,0  | 17,4 | 21,9   |
| Норма осадков, мм                        | 2,4  | 18,8 | 43,5 | 67,9 | 208,0 | 223,0 | 180,8 | 260,0 | 213,9 | 167,6 | 37,1  | 0,8  | 1423,8 |
| Источник: Thai Meteorological Department |      |      |      |      |       |       |       |       |       |       |       |      |        |

## История
Название провинции происходит от названия Айодхая из эпоса Рамаяна. На печати региона изображена хижина и растущее позади него дерево. По преданию, король Раматхибоди нашёл на этой территории красивейшие раковины, и таким образом выбрал эту землю в качестве места постройки будущей столицы. Он положил раковину на пьедестал, а вокруг неё была построена хижина.
Аюттхая является главным историческим наследием Таиланда. На протяжении 416 лет, на её территории находилось древнее царство Аютия существовавшее на землях Сиама с 1351 по 1767 год.
Долгое время бирманцы завидовали роскоши и процветанию молодого государства и после регулярных, но неудачных набегов на столицу Аютии, в 1767 году, наконец, разрушили её до основания.
За всё время существования Аюттхаи, сменилось 35 королей из 5 династий. Королевство было крупным как экономическим, торговым, так и деловым центром востока, а столица древнего царства в те времена считалась одной из самых больших на земле.
Выдающимися правителями Аюттхаи являются король Наресуан Великий, который освободил Аюттхаю от бирманской оккупации, и король Нарай Великий, который налаживал дипломатические связи с Францией. Время его правления стало золотым веком расцвета культуры. Здесь до сих пор находится буддийский колледж IBSC, входящий в старейший буддийский университет Таиланда Маха Чулалонгкорн.
Давняя история и обилие достопримечательностей в сочетании с ценными религиозными объектами былых эпох, являются теми составляющими, которые позволяют считать эту провинцию истоком возникновения всей тайской культуры и традиций на берегах Сиама. Сейчас, в исторической части города Аюттхая лежит древний археологический комплекс, состоящий из дворцов, храмов и оборонительных сооружений, датированных средними веками прошлого тысячелетия.
Исторический комплекс Аюттхаи включён в Список Всемирного наследия ЮНЕСКО.

## Административное деление
Общая площадь провинции Аюттхая 2 556,6 км² и административно делится на 16 районов (ампхе):
1. Пхранаконсриаюттхая́ — Phra Nakhon Si Ayutthaya (พระนครศรีอยุธยา)
2. Тхарыа — Tha Ruea (ท่าเรือ)
3. Накхонлуанг — Nakhon Luang (นครหลวง)
4. Бангсай (1404) — Bang Sai (บางไทร)
5. Бангбан — Bang Ban (บางบาล)
6. Бангпаин — Bang Pa-in (บางปะอิน)
7. Бангпахан — Bang Pahan (บางปะหัน)
8. Пхакхай — Phak Hai (ผักไห่)
9. Пхачи — Phachi (ภาชี)
10. Латбуалуанг — Lat Bua Luang (ลาดบัวหลวง)
11. Вангной — Wang Noi (วังน้อย)
12. Сена — Sena (เสนา)
13. Бангсай (1413) — Bang Sai (บางซ้าย)
14. Утхай — Uthai (อุทัย)
15. Махарат — Maha Rat (มหาราช)
16. Банпхрэ́ — Ban Phraek (บ้านแพรก)

## Достопримечательности
Чеди Пхукхао Тхонг — 80-метровый храм, находящийся в 2 км к северо-востоку от города. Первоначально он был построен в стиле монов, королём Бирмы в честь захвата Аюттайи в 1569 году. Но, когда независимость Аюттайи была восстановлена, король Наресуан в 1584 году, велел перестроить храм в тайском стиле.
Дом Кхум Кхун Пэн (Khum Khun Phaen) — дом, построенный в традиционном тайском стиле, соответствующий описаниям в популярных тайский литературных произведениях.
Ват Чайваттханарам — храм, построенный по приказу короля Прасаттхонга на берегу реки Чаупхрая. Большей красотой выделялась главная ступа, построенная в кхмерском стиле.
Ват Пхананченг — храм находится к югу от города. Был построен за 26 лет до основания Аюттайи.
Ват Сувандарарам (Wat Suwan Dara Ram) — храм, расположенный на юго-востоке города. Фреска на передней его стене показывает изображение Будды подчиняющего зло. Здесь хранится изображение короля Наресуана Великого, которая является шедевром, копии которой находятся в нескольких местах по всему миру.
Ват Яй Чаймонгкхон (Wat Yai Chaimongkhon) — построен в 1357 г. королём Раматхибоди I (У Тхонгом) для медитации. Храм расположен за пределами города на юго-востоке в том же направлении, что и железнодорожная станция.
Ват На Пхрамен или На Пхрамеру — построен в старотайском стиле, находится напротив Королевского Дворца на берегу канала Сабуа. Дата строительства неизвестна.
Ват Пхра Махатхат — храм, построенный в 1384 году и полностью разрушен во времена падения Аюттхаи. Во время археологических раскопок было найдено несколько золотых статуэток Будды, изображения, предметы из золота, рубинов и хрусталя.
Ват Пхрарам — храм, находящийся за пределами Королевского Дворца и внешне похож на большой початок кукурузы, украшенный различными мифическими изображениями.
Ват Пхрасисанпхет — главный храм на территории королевского дворца Гранд Палас.
Ват Ратчабурана Храм, построенный по приказу короля Бороморача II после свержения Сиамом кхмерской столицы. Здесь было собрано всё богатство, завоёванное в ходе войны.
Ват Сенасанарам древний храм, находящийся под покровительством королевской семьи. Одно время здесь была школа для тайских детей, но в 1902 Министерство Образования Таиланда решило это отменить.
Вихам Пхра Монгкхон Бопхит: Храм, где хранится позолоченная статуя Будды с чёрными перламутровыми глазами, сидящего в позе медитации. Во время падения Аюттхаи, здание было полностью разрушено пожаром.
Гранд Палас (тайск.  พระราชวังหลวง) — дворец построенный королём Раматхибоди I (У Тхонгом), расположенный неподалёку от городской стены. В прошлом в этом дворце проживал каждый из правителей Аюттхаи. Сейчас это место называют «Древний Дворец». Во время правления последующих королей было построено несколько новых зданий. Большинство строений было полностью уничтожено нашествием бирманцев, в 1767 году, остались только кирпичный фундамент, столбы и небольшие фрагменты стен.
Дворец Бангпаин — дворец, построенный королём Прасат Тхонгом, но в дальнейшем использовался как резиденция для более поздних правителей Аюттайи. Находится в 18 км к югу от Аюттайи.
Дворец Чан Касем — дворец, построенный во время правления 17 монарха Аюттхаи, короля Маха Таммарача, для своего сына, короля Наресуана. Дворец был полностью разрушен в 1767 г. бирманским нашествием и в течение длительного времени соответствующие ремонтные работы не проводились.
В XIX веке по приказу короля Рама IV дворец был отреставрирован и в дальнейшем использовал его в качестве своей резиденции во время визитов в Аюттхаю. Сегодня, во дворце располагается национальный музей, демонстрирующий посетителям фарфор, старинное оружие, личные вещи из повседневной жизни короля Рама IV, изображения Будды, скульптуры и поминальные таблички разных времён.
Исторический исследовательский центр — национальный научно-исследовательский институт, посвящённый Аюттхайскому периоду. Исторический исследовательский центр отвечает за Музей истории Аюттхаи, который занимается реконструкцией экспонатов. На территории Центра расположена библиотека хранящая исторические данные о древнем городе.
Национальный музей Чао Сэм Прайя (тайск. พิพิธภัณฑสถานแห่งชาติเจ้าสามพระยา) — музей, в котором хранятся античные бронзовые изображения Будды, статуи из золота украшенные драгоценными камнями, знаменитые резные панно и местные артефакты. В музее собраны предметы искусства, созданные более 500 лет назад.
Португальская деревня — место компактного поселения португальцев, проживавших в Аюттхае с 1151 года, находится на западном берегу реки Чаупхрая к югу от города. Португальцы были первыми европейцами, посетившими этот регион. Археологами во время раскопок было найдено множество исторически важных артефактов: человеческие скелеты, табак, трубы, монеты и аксессуары, необходимые для религиозных церемоний.
Суан Сомдет — общественный парк, описанных в тайской литературе. На территории парка расположено множество археологических памятников, сохранившихся до наших времён.
Центр народных искусств и ремёсел Bang Sai Royal (тайск.  ศูนย์ศิลปาชีพบางไทร) — центр площадью в 14 гектаров, в котором фермеры из сельских районов проходят обучение народных искусств и ремёсел.
В Центре Народных Искусств и Ремёсел представлены в большом количестве разнообразные примеры тайских народных мастеров, том числе плетение, ткачество, искусственные цветы, тканого шёлка и хлопка ручной работы, резьбу по дереву, тайских кукол и мебель.

## Галерея
- Ват Пхра Си Санпхет
- Ват Пхра Си Санпхет
- Ват Чайваттханарам
- Чеди Пхукхао Тхонг
- Беседка на пруду во дворце Бангпаин
- Голова будды, оплетённая корнями дерева